# Luis Aramburu
Pio Luis Aramburu Martínez de San Vicente (Vitoria, Álava, 8 de enero de 1905 - 5 de mayo de 1999), más conocido como Luis Aramburu fue un organista, director coral y compositor español.

## Biografía
La formación musical de Luis Aramburu, en sus primeros años, correspondió a las lecciones que le impartiera su padre, el también músico y organista, Juan Santiago Aramburu, primer director del Conservatorio de Música de Vitoria. Clases y formación que se desarrolló en su Vitoria natal, en la iglesia de San Miguel, justo antes de empezar a trabajar junto al carmelita José Domingo de Santa Teresa y Joaquín Eseverri, quienes consolidaron su formación de conservatorio.
Para 1933, el autor vitoriano ya había asumido cargos de responsabilidad en el plano musical como supuso la plaza de profesor de Música y Piano en el Seminario diocesano de Vitoria. Un trabajo que terminaría por compaginar, a partir de 1937, en plena Guerra civil española, con el cargo maestro organista de la iglesia de San Miguel, sucediendo a su padre en el desempeño de estas funciones, todo ello a la vez que dirigía el coro parroquial así como otras formaciones tales como el coro Eusko Abesbatza y el Orfeón vitoriano.

## Obras
- Dantzari de Dantzarinea, 1935 (coros y orquesta).

- A la Virgen Blanca, 1937 (misa).
- La corte del rey Colorín, 1940 (opereta).
- Congreso Euscarístico de Álava, 1942 (himno).
- Catequístico de Huesca, 1945.
- Carmelín, 1946 (opereta).
- Coronación Virgen del Rosario de Cádiz, 1947 (himno).
- A la Virgen de las Angustias de Granada, 1948 (himno).
- Virgen de Araceli de Lucena, Córdoba, 1948 (himno).
- Marcha de Barbatona- Siguencia, 1949 (himno).
- Nuestra Señora de Linarejos, Linares-Jaén, 1950 (himno).
- Santa María de Chipiona, 1950 (himno).
- Estampas Vitorianas, 1950 (teatro).
- Erbiak, 1950 (voces mixtas);
- A la Virgen de Estíbaliz, 1951 (misa);
- A San Prudencio, 1952 (misa).
- San Juan Ante Portam Latinam, 1954, (himno).
- Coronación de la Virgen Blanca, 1954.
- Zeruko Deia- Triptico Vasco, 1964.
- Kitolis, 1964 (voces graves).
- Flores en el barro, 1966 (teatro).
- Zortziko y biribilketa para txistu (Premios San Prudencio 1974, 1975).
- Diz- diz- ka, 1975 (música para banda y coros).
- Organua Elizan, 1979.
- Zeazketak, 1980 (orquesta y banda).
- Concierto en la menor para trompa y banda, 1982.
- Concierto en re menor para Txistu y orquesta, 1982.
- Concierto para violoncelo y orquesta, 1986.
- San Bernardo de Claraval, 1989 (himno).
- Aria para cello y orquesta, 1993.
- Aita San Miguel, para Txistu, y cuerda, 1994.

## Reconocimientos
- Medalla de Plata de la ciudad de Vitoria (1974).[4]
- Medalla de Oro de la ciudad de Vitoria (1980).
- Caballero de la Orden de San Gregorio Magno (1997).